# Registrované partnerství v Polsku
Polsko dosud neuzákonilo registrované partnerství, ani jinou formu právní úpravy soužití párů stejného pohlaví. Manželství je v ústavě explicitně vymezené jako svazek muže a ženy.
V r. 2012 přiznal polský nejvyšší soud homosexuálním párům žijícím ve společné domácnosti určitá práva a povinnosti. Už předtím měly nesezdané páry, heterosexuální i homosexuální, určité uznání před zákonem. Stejnopohlavní manželé polských občanů mají v souladu s právem EU právo na získání trvalého pobytu.
Článek 18 polské ústavy byl po určitou dobu interpretován jako zákaz stejnopohlavního manželství. V únoru 2019 však vydal soud ve Varšavě průlomové rozhodnutí, podle něhož se nejedná o explicitní ústavní omezení manželství pouze na heterosexuální páry.

## Neregistrované soužití
Přestože Polsko nepřijalo žádný specifický zákon, který by reguloval nemanželské soužití, tak polský nejvyšší soud vydal několik rozsudků, které přiznávají párům žijícím v nesezdaném svazku určitá práva a povinnosti. Příkladem je článek 115 (11) trestního zákona, podle něhož je „blízkou osobu“ ten, koho pojí k obžalovanému intimní vztah, který ale není v zákoně nijak blíže specifikován. Blízká osoba smí z hlediska trestněprávního odmítnout vypovídat proti svému partnerovi. Slovo „partner“ taktéž není nijak explicitně definované.
Kromě trestního práva existují i další zákony, které částečně uznávají homosexuální svazky. Například od roku 2004 mají partneři právo požívat sociálních benefitů, do nichž se započítávají jejich společné příjmy. Podle článků 6.14 zákona o sociálním zabezpečení z 12. března 2004 (polsky: Ustawa z dnia 12 marca 2004 r. o pomocy społecznej) závisí sociální benefity na příjmech osob žijících v rodině. Za rodinu jsou považovány osoby žijící v manželství, nebo v nesezdaném de facto partnerství, které pečují o společnou domácnost, a jsou vzájemně odkázány na své příjmy. Od roku 2008 platí, že pokud se jeden z partnerů stane obětí nehody, nebo je vážně nemocný, pak je z hlediska poskytování zdravotních informací druhý partner považován za blízkou osobu. Podle článku 3.1 (2) zákona o právech pacientů z 6. listopadu 2008 (polsky: Ustawa o prawach pacjenta i Rzeczniku Praw Pacjenta) se za blízkou osobu považuje ten, kdo žije s pacientem v trvalém partnerském svazku (polsky: osoba wtrwałym poźyciu).
Rozhodnutí polského nejvyššího soudu z 28. listopadu 2012 (III CZP 65/12) ohledně interpretace termínu „osoba žijící v trvalém svazku s nájemcem“ se týkal případu homosexuálního muže, který byl pozůstalým partnerem po muži, na něhož byla psána nájemní smlouva. Z rozhodnutí soudu má v plném souladu s polskými zákony pozůstalý partner nájemce právo na automatický přechod nájmu. Soud své rozhodnutí odůvodnil s odkazem na článek 691 § 1 polského občanského zákoníku, podle něhož se za osobu s emočními, ekonomickými a fyzickými vazbami na nájemce, která má právo na přechod nájmu, považuje také partner téhož pohlaví. Předtím v březnu 2010 rozhodl Evropský soud pro lidská práva v kauze Kozak vs. Polsko, že LGBT osoby mají právo ze zákona dědit po svých stejnopohlavních partnerech.
Dalším známou kauzou je případ polské spisovatelky Izabely Filipiakové, která usilovala o získání trvalého pobytu pro svou americkou partnerku v roce 2011.

### Limitované symbolické uznání
V r. 2004 umožnil Dopravní podnik Hl. města Varšavy spolužijícím partnerům gay a lesbických zaměstnanců využívat dopravu zdarma v rámci MHD. Tento případ lze charakterizovat jako první symbolické uznání homosexuálních svazků v Polsku. V r. 2007 se k podobnému kroku odhodlalo i Centrum sociálních služeb města Chorzów. Rozhodnutí se týkalo sociální péči o partnera a odvolávalo se na existující právní úpravu považující osoby žijící ve společné domácnosti částečně za rodinu spolu se vzájemnou vyživovací povinností.
V r. 2010 přiznal okresní soud města Złotów pozůstalé lesbické partnerce právo na přechod nájmu obecního bytu. Město neuspělo ani u odvolacího soudu v Poznani, který rozhodnutí soudu nižší instance potvrdil. Tím se rozhodnutí okresního soudu ve Złotowě stalo konečným. Soud se odvolával na fakt, že ženy žily ve společně hospodařící domácnosti, a že byly navzájem odkázány na výživu. „Jakoukoli jinou interpretaci by šlo chápat jako diskriminaci na základě sexuální orientace,“ takto uzavřel verdikt soudce złotowského soudu Adam Jutrzenka-Trzebiatowsi. Soudci se dostalo podpory i u Evropského soudu pro lidská práva ve Štrasburku. Ten toto dokonce prezentoval jako precedens v kauze Kozak vs. Polsko, která se týkala dědických práv pozůstalých homosexuálních partnerů.

## Registrované partnerství

### Před r. 2005
V r. 2004 přijala převážně levicově orientovaná vláda spolu se Senátem návrh zákona umožňující gay a lesbickým párům úředně stvrdit svůj svazek ve formě registrovaného partnerství. Zákon by garantoval registrovaným párům určitá práva a povinnosti, včetně pozůstalostních důchodů, společného zdanění a penzijních benefitů, přístupných pouze manželům, vyjma adopce dětí. Návrh neprošel celým legislativním procesem z důvodu končícího volebního období.
Sociálně demokratické strany Svaz demokratické levice, Pracovní unie a Sociální demokracie Polska podporují takové kroky, kdežto Občanská platforma, Liga polských rodin a Právo a spravedlnost jsou proti. Sebeobrana se k problematice nevyjadřuje a Polská lidová strana zatím nezaujala žádné stanovisko.

### 2005–2007 (Právo a spravedlnost)
Tehdejší polská vláda z většiny zastoupená Právem a spravedlností usilovala o změnu Ústavy Polské republiky tak, aby zakazovala jakékoli právní uznání stejnopohlavního soužití.

### 2007–2011 (První vláda Občanské platformy)
Koncem r. 2007 byl vládě sestávající ze členů Občanské platformy a Polské lidové strany předložen nový návrh zákona o registrovaném partnerství. Vláda jej však zamítla. Od r. 2000 se jednalo o třetí veřejnou debatu na téma stejnopohlavních svazků. První z nich byla legalizace neregistrovaného soužití párů (i stejnopohlavních) v r. 2002. V r. 2008 zpracoval opoziční Svaz demokratické levice další návrh zákona o registrovaném partnerství. Jeho šance přijetí v parlamentu však byla prakticky nulová. V přímém důsledku tohoto se od oficiálního předložení nakonec upustilo.
Další diskuse na téma registrovaného partnerství začala v červnu 2009. Gay a lesbické organizace předložili maršálkovi Broniławu Komorowskému petici se žádostí o toto. Klima v politice se taktéž změnilo a někteří politici ze stran odmítajících registrované partnerství PO a PiS změnili svůj postoj, např. Jerzy Buzek a Michał Kamiński, podle jejichž názoru některé záležitosti stejnopohlavního soužití vyvolávají potřebu určitého stupně regulace ze strany státu. Dokonce i někteří církevní představitelé změnili svůj dřívější postoj. V lednu 2010 opoziční Svaz lidové demokracie zpracoval další návrh zákona o registrovaném partnerství. Nový zákon zčásti kopíroval předchozí model schválený Senátem v r. 2004 a francouzský Občanský pakt solidarity. Jeho šance na přijetí však byly i tak malé kvůli odmítavému postoji ostatních stran PO, PiS a PSL.
17. května 2011 předložil SLD návrh zákona o registrovaném partnerství upravující soužití stejnopohlavních a nesezdaných různopohlavních párů. Zákon se v mnohém podobal Občanskému paktu solidarity ve Francii. Angieszka Pomaska, náměstkyně generálního tajemníka Občanské platformy deklarovala, že by se měla zahájit diskuse na téma legitimity nesezdaného soužití, heterosexuálního i homosexuálního, a že strana je otevřená diskusi na téma registrovaného partnerství. Polský premiér Donald Tusk deklaroval, že by registrované partnerství mohlo projít začátkem nové éry v Sejmu. Toto potvrdil i maršálek Sejmu Grzegorz Schetyna (PO), který rovněž předpovídal, že současný návrh neprojde tehdejším složením Sejmu. Nicméně i tak zákon stále ležel v Sejmu k projednání a parlamentní debatě. Krzystof Tyskziewicz, mluvčí poslaneckého klubu Občanské platformy (PO) deklaroval možnou podporu strany návrhu zákona opoziční SLD o registrovaném partnerství, ale až po parlamentních volbách v říjnu 2011. Ovšem 10. července 2011 po převzetí petice za legalizaci registrovaného partnerství s 23,5 tisíci podpisy Schetyna obrátil a deklaroval možnou podporu návrhu zákona již při prvním čtení v parlamentu naplánovaném na rozmezí 26.–29. července.
Nejvyšší soud Polské republiky vyjádřil ve svém prohlášení před volbami 9. října 2011, že by návrh zákona o registrovaném partnerství předložený SLD měl projít v Sejmu hned při prvním čtení. Mimo jiné odmítnul další práci na návrhu z důvodu několika právních nedostatků. Připomněl však nepřípustnost legalizaci nesezdaného soužití párů různého pohlaví s poukazem na Článek 18 Ústavy Polské republiky. Jde-li o trvalá a stabilní soužití homosexuálních párů poukázal na přípustnost a rozsah právních úprav požadujících analýzu z hlediska mezinárodních závazků, konkrétně několika rozhodnutí Evropského soudu pro lidská práva. V závěru zdůraznil fakt, že manželství párů stejného pohlaví je podle Článku 18 Ústavy Polské republiky nepřípustné. Podle profesora Miroslawa Wyrzykowskéhos, garanta Katedry lidských práv Právnické fakulty Varšavské univerzity, bývalého ústavního soudce, je registrované partnerství závazkem plynoucím z ústavy.

### 2011–2015 (Druhá vláda Občanské platformy
Po parlamentních volbách konaných 9. října 2011 deklaroval Janusz Palikot, předseda Palikotova hnutí, že návrh zákona o registrovaném partnerství bude jedním z prvních návrhů předložených parlamentu. Leszek Miller, předseda parlamentního klubu Svazu demokratické levice, oznámil že nový návrh zákona o registrovaném partnerství bude odpovídat předchozí verzi nepřijaté v předchozím volebním období. Podle vyjádření Rafała Grupińskeho, místopředsedy parlamentního klubu Občanské platformy, není ve klubu dostatečná disciplína v oblasti hlasování o takovém zákonu. Stanisław Żelichowski, předseda parlamentního klubu Polské lidové strany, vyjádřil důvěru, že návrh zákona o registrovaném partnerství předložený Svazem demokratické levice bude v novém parlamentu chápán jako okrajové téma, a že se jím politici začnou zabývat teprve, až se vyřeší mnohem důležitější problémy. V červenci 2011 zahájil předchozí parlament na společné schůzi Komise pro sociální politiku a Komise pro rodinnou politiku první čtení návrhu zákona o registrovaném partnerství. Kromě 67 členů (32 za Občanskou platformu, 23 za Právo a spravedlnost, 7 za Svaz demokratické levice, 2 za Polskou lidovou stranu a 3 nezávislí) obou komisí jich podporovalo projekt 29, 10 hlasovalo proti a 3 se zdrželi. Pouze Právo a spravedlnost odmítlo budoucí práci na projektu. Witold Waszczykowski, člen Práva a spravedlnost, však iniciativu za legalizaci registrovaného partnerství podpořil.
Nový zákon o registrovaném partnerství založený na verzi přijaté Senátem v r. 2004 (podobné skandinávskému modelu, nikoli francouzskému Občanskému paktu solidarity), regulující soužití osob stejného pohlaví byl zpracován a předložen parlamentu na začátku prosince 2011 jako společný návrh Svazu demokratické levice a Palikotova hnutí. Zákon měl podporu napříč celým politickým spektrem. Kromě Svazu demokratické levice a Palikotova hnutí jej podpořili i někteří členové Občanské platformy, ne však všichni. Polská lidová strana nezaujala žádné stanovisko, ale po hlasování se někteří její členové vyjádřili, že by strana takový zákon podporovat měla. Jedině Právo a spravedlnost zaujalo výhradně negativní stanovisko, vyjma několika málo členů, např. Witolda Waszczykowského.
Vládní zmocněnkyně pro rovné zacházení Agnieszka Kozlowska-Rajewiczová, označila přijetí zákona o registrovaném partnerství za jednu z priorit. Podle jejího názoru by bylo nejideálnější umožnit takovým párům právoplatný sňatek. Připustila však, že registrované partnerství podobné francouzskému modelu je prozatím jako právní úprava stejnopohlavního soužití optimální. Věřila, že takový zákon bude přijat ještě v tomto volebním období. Taktéž vládní zpráva Polsko 2030 - třetí vlna modernity - dlouhodobá strategie celonárodního rozvoje předpokládala ve svém perspektivě pro nadcházející pětiletí zrovnoprávnění osob žijících v neformálním, ale kvalitním, svazku. Je možné, že Občanská platforma v konečném výsledku přijme vlastní návrh zákona o registrovaném partnerství. Arthur Dunin (Občanská platforma), autor iniciativy, řekl že mnoho členů parlamentu za Občanskou platformu cítí potřebu realizovat takový projekt, bez něhož se k takovýmto krokům neuchýlí. Nový zákon by měl podobně jako francouzský Občanský pakt solidarity počítat nejen s homosexuálním soužitím, ale i s heterosexuálním. Takto prezentovaný zákon získal podporu i u konzervativní části Občanské platformy.
13. ledna 2012 prezentovaly Svaz demokratické levice a Palikotov hnutí společně dva návrhy zákonů o registrovaném partnerství, které zároveň ten samý měsíc chtěly předložit Sejmu. První návrh zákona přesně kopíroval verzi, kterou předchozí Sejm nepřijal, a velmi se podobal francouzskému Paktu solidarity upravujícího jak homosexuální, tak i heterosexuální soužití. Druhý návrh se zase podobal registrovanému partnerství odpovídajícímu skandinávskému modelu a počítajícímu pouze s regulací homosexuálního soužití. Taktéž Občanská platforma chystala předložit v lednu svůj vlastní návrh - třetí návrh zákona o registrovaném partnerství - podobný francouzské verzi s podstatnými odlišnostmi od manželství (natolik, aby nebyl v rozporu s ústavním právem). 17. února 2012 předložily Palikotovo hnutí a Svaz demokratické levice Sejmu dva návrhy zákonů o registrovaném partnerství. V té době zároveň dokončila Občanská platforma práci na své vlastní verzi podobného zákona, který měl být předložen Sejmu v dubnu po předchozí konzultaci na sjezdu parlamentního klubu strany. 28. června shledala Legislativní komise oba návrhy neústavními. 24. července odmítla většina členů Sejmu při prvním čtení oba návrhy zákona o registrovaném partnerství předložené Svazem demokratické levice a Palikotova hnutí. O den později přijala Občanská platforma svůj vlastní návrh zákona o registrovaném partnerství, o kterém měl parlament jednat v září.
Všechny tři návrhy byly oficiálně odmítnuty 25. ledna 2013 na plenární schůzi Sejmu, nejtěsnější návrh předložený Občanskou platformou s 211 podporujícími a 228 odmítajícími předložení návrhu komisím k dalšímu přezkumu.

### 2015–současnost
Po polských parlamentních volbách v roce 2015 sestavila vládu sociálně konzervativní strana Právo a spravedlnost (Pis). PiS ve svém volebním programu odmítá registrované partnerství.
Moderní strana navrhla nový zákon o registrovaném partnerství 12. února 2018. Ten pak byl následně prezentován Sejmu v dubnu 2018.

## Stejnopohlavní manželství
Článek 18 polské ústavy říká:
| „ | Małżeństwo jako związek kobiety i mężczyzny, rodzina, macierzyństwo i rodzicielstwo znajdują się pod ochroną i opieką Rzeczypospolitej Polskiej. Český překlad: Manželství jako svazek muže a ženy, rodina, mateřství a otcovství podléhají zvláštní péči a ochraně Polské republiky. | “ |

Tento ústavní dovětek byl přijat v roce 1997, načež se začaly vést politické i odborné diskuze, zda se jedná o zákaz stejnopohlavního manželství, či nikoliv. Někteří mediální analytici a právníci byli toho názoru, že ano, zatímco jiní argumentovali, že se jedná o vágní právní definici, která znamená pouze deklaraci zvláštní ochrany manželství mezi mužem a ženou, nikoliv samotný zákaz stejnopohlavního manželství. Podle některých církví by článek 18 měl být interpretován jako ústavní zákaz stejnopohlavního manželství.
Kvůli nejasnostem ohledně ústavního zákazu manželství párů stejného pohlaví se dva youtubeři Jakub a Dawid, gay pár, rozhodli požádat o uznání jejich portugalského sňatku. Jejich žádost nejprve zamítla varšavská matrika. Oba muži se proti tomuto rozhodnutí odvolali. Prvoinstanční soud rozhodl v jejich neprospěch, a tak se odvolali k soudu vyšší instance. 11. února 2019 rozhodl Wojewódski Sąd Administracyjny w Warszawie, vyšší správní soud pro Mazovské vojvodství, že polská ústava nezakazuje stejnopohlavní manželství. Z rozhodnutí soudu vyplývá, že polská ústava nepovoluje, ale zároveň ani nezakazuje stejnopohlavní manželství. Pro přijetí zákona, který by umožnil homosexuálním párům uzavřít manželství, aniž by došlo k rozporu s ústavním pořádkem, je zapotřebí pouze prosté většiny v Sejmu, nikoliv ústavní.

## Sociální postoje a veřejné mínění
Podle studie publikované v deníku Rzeczpospolita drtivá většina Poláků odmítá stejnopohlavní manželství a adopci dětí homosexuálními páry. 80 % Poláků je proti gay manželství a 93 % proti adopci dětí takovýmito páry.
Většina Poláků taktéž odmítá festivaly hrdosti. Podle statistiky z r. 2008 je 66 % Poláků toho názoru, že by homosexuálové neměli mít právo pořádat veřejné demonstrace. 69 % Poláků by homosexuálům nepřiznala ani právo na svobodnou volbu takového životního stylu. 37 % Poláků přiznává homosexuálům právo na sexuální aktivitu, 37 % je opačného názoru.
Podle šetření z r. 2011 provedeném TNS Polska podporuje 54 % Poláků registrované partnerství a 27 % stejnopohlavní manželství.
Jiná statistika provedená v r. 2013 Centrem Badania Opinii Społecznej shledala, že 65 % Poláků odmítá registrované partnerství, 72 % Poláků odmítá stejnopohlavní manželství, 88 % je proti adopcí dětí homosexuálními páry a 68 % je proti tomu, aby gayové a lesby veřejně prezentovali svůj životní styl.
Eurobarometrické šetření z r. 2015 shledala u polské veřejnosti 28 % podporu legalizaci stejnopohlavního manželství napříč celou Evropou. 61 % bylo proti.

### Podpora LGBT práv u polské veřejnosti
| Poláci podporují právo homosxuálů(statistika CBOS) | 2001 | 2001 | 2002 | 2002 | 2003 | 2003 | 2005 | 2005 | 2008 | 2008 | 2010 | 2010 | 2011 | 2011 | 2013 | 2013 | 2015 | 2015 |
| Poláci podporují právo homosxuálů(statistika CBOS) | ANO  | NE   | ANO  | NE   | ANO  | NE   | ANO  | NE   | ANO  | NE   | ANO  | NE   | ANO  | NE   | ANO  | NE   | ANO  | NE   |
| -------------------------------------------------- | ---- | ---- | ---- | ---- | ---- | ---- | ---- | ---- | ---- | ---- | ---- | ---- | ---- | ---- | ---- | ---- | ---- | ---- |
| „uzavřít registrované partnerství“                 | -    | –    | 15%  | 76%  | 34%  | 56%  | 46%  | 44%  | 41%  | 48%  | 45%  | 47%  | 25%  | 65%  | 33%  | 60%  | 37%  | 52%  |
| „uzavřít manželství“                               | 24%  | 69%  | -    | –    | -    | –    | 22%  | 72%  | 18%  | 76%  | 16%  | 78%  | -    | –    | 26%  | 68%  | 29%  | 61%  |
| „adoptovat děti“                                   | 8%   | 84%  | -    | –    | 8%   | 84%  | 6%   | 90%  | 6%   | 90%  | 6%   | 89%  | -    | –    | 8%   | 87%  | 22%  | 70%  |

| Podpora „registrovaného partnerství“ (statistika CBOS) | heterosexuální páry | heterosexuální páry | homosexuální páry | homosexuální páry |
| Podpora „registrovaného partnerství“ (statistika CBOS) | ANO                 | NE                  | ANO               | NE                |
| ------------------------------------------------------ | ------------------- | ------------------- | ----------------- | ----------------- |
| „registrované partnerství“ (červen 2011)               | 83%                 | 10%                 | 25%               | 65%               |
| „registrované partnerství“ (únor 2013)                 | 85%                 | 11%                 | 33%               | 60%               |

| Poláci podporují právo homosexuálů na (statistika PBS) | 2013 | 2013 | 2015  | 2015 |
| Poláci podporují právo homosexuálů na (statistika PBS) | ANO  | NE   | ANO   | NE   |
| ------------------------------------------------------ | ---- | ---- | ----- | ---- |
| „mít jinou právní formu svého soužití“                 | -    | -    | 55,3% | -    |
| „notářský zápis“                                       | -    | -    | 49%   | -    |
| „registrované partnerství“                             | 40%  | 46%  | 37%   | -    |
| „stejnopohlavní manželství“                            | 30%  | 56%  | 29%   | -    |
| „plná adopční práva“                                   | 17%  | 70%  | -     | -    |

| Poláci podporují právo homosexuálů (statistka TNS OBOP) | 2011 | 2011 |
| Poláci podporují právo homosexuálů (statistka TNS OBOP) | ANO  | NE   |
| ------------------------------------------------------- | ---- | ---- |
| „uzavřít registrované partnerství“                      | 54%  | 41%  |
| „uzavřít manželství“                                    | 27%  | 68%  |
| „adoptovat děti“                                        | 7%   | 90%  |

| Poláci podporují právo homosexuálních párů | 2011 TNS OBOP | 2011 TNS OBOP | 2013 Homo Homini | 2013 Homo Homini | 2017 IPSOS | 2017 IPSOS |
| Poláci podporují právo homosexuálních párů | ANO           | NE            | ANO              | NE               | ANO        | NE         |
| ------------------------------------------ | ------------- | ------------- | ---------------- | ---------------- | ---------- | ---------- |
| „uzavřít registrované partnerství“         | 54%           | 41%           | 55%              | 39%              | 52%        | 43%        |
| „uzavřít manželství“                       | 27%           | 68%           | 27%              | 69%              | 38%        | 57%        |
| „osvojit si dítě“                          | 7%            | 90%           | 14%              | 84%              | 16%        | 80%        |

| Podpora „registrovaného partnerství“ (statistika OBOP) | heterosexuální páry | heterosexuální páry | homosexuální páry | homosexuální páry |
| Podpora „registrovaného partnerství“ (statistika OBOP) | ANO                 | NE                  | ANO               | NE                |
| ------------------------------------------------------ | ------------------- | ------------------- | ----------------- | ----------------- |
| „registrované partnerství“ (březen 2013)               | 67%                 | 34%                 | 47%               | 53%               |

| Podpora „registrovaného partnerství“ 2012 (statistika CEAPP) | heterosexuální páry | heterosexuální páry | homosexuální páry | homosexuální páry |
| Podpora „registrovaného partnerství“ 2012 (statistika CEAPP) | ANO                 | NE                  | ANO               | NE                |
| ------------------------------------------------------------ | ------------------- | ------------------- | ----------------- | ----------------- |
| „registrované partnerství“                                   | 72%                 | 17%                 | 23%               | 65%               |
| „právo na informace o zdravotním stavu partnera“             | 86%                 | -                   | 68%               | -                 |
| „dědická práva“                                              | 78%                 | -                   | 57%               | -                 |
| „společné zdanění“                                           | 75%                 | -                   | 55%               | -                 |
| „pozůstalostní důchod“                                       | 75%                 | -                   | 55%               | -                 |
| „právo na odškodnění v případě asistované reprodukce“        | 58%                 | -                   | 20%               | -                 |
| „možnost adopce dětí“                                        | 65%                 | -                   | 16%               | -                 |